# István Barta
István Barta, född 13 augusti 1895 i Álmosd, död 16 februari 1948 i Budapest, var en ungersk vattenpolospelare.
Barta blev olympisk guldmedaljör i vattenpolo vid sommarspelen 1932 i Los Angeles.